# عمل مجرد وعمل ملموس

الطبيعة المُزدوجة للتبادل

العمل المُجرد والعمل الملموس (بالإنجليزية: Abstract labour and concrete labour)‏ هو مصطلح استخدمه كارل ماركس في نقده للاقتصاد السياسي شَرَحَ من خلاله الفرق بين العمل البشري بشكل عام على أنه وقت عمل ذو قيمة اقتصادية مقابل العمل البشري كنشاط معين له تأثير مفيد محدد

## ملخص النظرية
- كوقت عمل ذو قيمة اقتصادية يتم إنفاق العمالة البشرية لإضافة قيمة إلى المنتجات أو الأصول (وبالتالي الحفاظ على قيمتها الرأسمالية، و / أو تحويل القيمة من المدخلات إلى المخرجات). وبهذا المعنى فإن العمل هو نشاط يخلق/يحافظ على القيمة الاقتصادية الخالصة والبسيطة والتي يمكن تحقيقها كمبلغ من المال بمجرد بيع منتج العمل أو الحصول عليه من قبل المشتري. تكون قدرة العمل على خلق القيمة أكثر وضوحًا عندما يتوقف كل العمل أي تُسحب العمالة كلها وبذلك فإن قيمة الأصول الرأسمالية التي المعمول بها ستتدهور بشكل طبيعي وفي النهاية إذا تم سُحبت العمالة بشكل دائم فلن يتبقى شيء باستثناء الحالة الشبحية للمدن.
- كنشاط مفيد من نوع معين يمكن أن يكون للعمل البشري تأثير مفيد في إنتاج منتجات ملموسة معينة يستخدمها الآخرون أو المنتجون أنفسهم. في هذا المعنى فأن العمل هو نشاط يخلق قيم استخدام أي منتجات أو نتائج أو تأثيرات ملموسة يمكن استخدامها أو استهلاكها. يُسلط الضوء على إنشاء قيم الاستخدام عندما تُنشأ سلع وخدمات ذات نوعية رديئة والتي لا تتوفر في الوقت المحدد وغير مفيدة بشكل أساسي للمستهلك. يجب تطبيق العمالة لإنتاج منتجات قابلة للاستخدام بغض النظر عن مقدار بيعها وإلا فلا توجد قيم استخدام. إذا كان العمل ينتج منتجات أو نتائج غير مجدية فهو ببساطة مضيعة للوقت.

لذلك، فإن ماركس يزعم أن العمل البشري نشاط يساعد بتأثيره المفيد على خلق أنواع معينة من المنتجات، وبمعنى اقتصادي هو نشاط يشكل قيمة ويمكن أن يساعد في خلق قيمة أكبر مما كان عليه الحال من قبل إذا طُبق بشكل منتج. وإذا استأجر رب العمل اليد العاملة يُفكر في القيمة التي يمكن أن يضيفها في إطار عمله، وفي مدى فائدة خدمة العمل في عملياته التجارية. أي أن النوع الصحيح من العمل لا يحتاج إلى إنجاز فحسب، بل يحتاج أيضا إلى إنجاز بطريقة تساعد صاحب العمل على كسب المال.
وإذا لم يقدم العمل أي إضافة صافية إلى القيمة الجديدة المنتجة، فإن صاحب العمل لن يجني أي أرباح وبالتالي سيكون العمل مجرد نفقات له. وإذا كانت اليد العاملة مجرد نفقة صافية (فوق النفقات)، فإن العمالة ستكون غير منتجة من الناحية التجارية. ومع ذلك قد يكون من الضروري جداً استخدام هذه العمالة غير المنتجة، اذ بدون أدائها ستُفقد قيمة رأسمالية كبيرة من الاستثمارات المالية لصاحب العمل، أي أن اليد العاملة قد تكون ضرورية للغاية للحفاظ على قيمة رأس المال حتّى وإن لم تضف بالفعل قيمة إلى رأس المال. على سبيل المثال، قد يبدو عمل التنظيف نشاطاً هائلاً ومنخفض القيمة، ولكن إذا تعطلت معدات العمل فالعملاء لن يطلبوا الخدمة وإذا مرض الموظفون فهذا يكلف الشركة الكثير من الأموال الإضافية.
ومع ذلك افترض ماركس العمل المجرد بأنّه تجانس كل قوة العمل وأنّه المنتج بسبب الطبيعة الاجتماعية للقيمة. وتُدرج القوة العمالية سواء كانت إدارية أو غير ذلك، عند تبادلها مباشرة مع رأس المال في أي حساب لمتوسط وقت العمل اللازم اجتماعياً لإنتاج سلعة معينة، وهي لا تزال ممثلة برأس المال المتغير وبالتالي القيمة المضافة لرأس المال.

## الاصل
في مقدمة مخطوطته جرندريسه، جادل ماركس أن فئة العمل التجريدي "تعبر عن علاقة قديمة قائمة في جميع التكوينات الاجتماعية؛ وهي اليوم مستمرة في المجتمع البرجوازي الحديث (الذي تمثله الولايات المتحدة) والعمل التجريدي وحده الذي يحقق عمالة مجردة في الممارسة العملية. لأن هناك فقط نظام معادلات الأسعار الموجود داخل السوق العالمية، والذي من الممكن عملياً أن يخفض قيمة جميع أشكال وكميات اليد العاملة بشكل موحد بمبالغ من المال بحيث يصبح أي نوع من العمالة سلعة قابلة للتبادل، أو "مدخلات" ذات علامة سعر معروفة. في الأطروحة نفسها ميز ماركس أيضًا بين "العمل الخاص" و "العمل العام"، حيث قارن الإنتاج الجماعي بالإنتاج من أجل التبادل.
نشر ماركس لأول مرة عن فئات العمل المجرد والملموس في مساهمة في نقد الاقتصاد السياسي(1859) وتمت مناقشتها بمزيد من التفصيل في الفصل الأول من رأس المال: المجلد الأول، حيث كتب ماركس:
« إن كل عمل، بالمعنى الفيزيولوجي (الطبيعي)، ليس سوى إنفاق لقوة عمل بشرية، وبهذه الصفة فإنه، كعمل بشري متماثل أو مجرد، يخلق ويكون قيمة السلع، هذا من جهة. ومن جهة أخرى فإن كل عمل هو إنفاق لقوة عمل بشرية بأشكال خاصة ولغاية محددة، وبهذه الصفة، صفته كعمل ملموس ونافع، يُنتج تيماً استعمالية.»

## العمل المجرد والتبادل
لقد اعتبر ماركس نفسه أن الاقتصاد يتقلص إلى الاستخدام الاقتصادي للعمالة البشرية ما يعني في نهاية المطاف الادخار على الطاقة والجهد البشري.
«كلما قل الوقت الذي يحتاجه المجتمع لإنتاج القمح والماشية وما إلى ذلك ، زاد الوقت الذي يربحه لإنتاج آخر ، ماديًا أو عقليًا. تمامًا كما في حالة الفرد ، يعتمد تعدد تطوره وتمتعه ونشاطه على الاقتصاد في الوقت. اقتصاد الوقت ، لهذا الاقتصاد كله يقلل من نفسه في نهاية المطاف. وبالمثل يجب على المجتمع أن يوزع وقته بطريقة هادفة ، من أجل تحقيق إنتاج مناسب لاحتياجاته الإجمالية ؛ تمامًا كما يجب على الفرد أن يوزع وقته بشكل صحيح من أجل تحقيق المعرفة بنسب مناسبة أو لتلبية المطالب المختلفة لنشاطه.»
وفقاً لماركس، فإن تحقيق التفكير المجرد بشأن العمالة البشرية والقدرة على تحديدها كمبدأ يرتبط ارتباطاً وثيقاً بالتطور التاريخي للتبادل الاقتصادي بشكل عام وبتجارة السلع الأساسية بشكل خاص.
يتطلب توسع التجارة القدرة على قياس ومقارنة جميع أنواع الأشياء، ليس فقط الطول والحجم والوزن ولكن أيضًا الوقت نفسه. في الأصل تُؤخذ وحدات القياس المستخدمة من الحياة اليومية (طول الإصبع وحجم الحاوية العادية والوزن الذي يمكن للمرء أن يحمله ومدة يوم أو موسم وأعداد الماشية)، بدأ استخدام وحدات القياس الموحدة اجتماعيًا على الأرجح منذ حوالي 3000 قبل الميلاد فصاعدًا في مصر القديمة وبلاد ما بين النهرين، ثم بدأت سلطات الدولة في الإشراف على استخدام التدابير مع قواعد لمنع الغش. وبمجرد وجود وحدات القياس يمكن للرياضيات أن تبدأ بالتطور.
يقول ماركس: أن تجريد العمل في الفكر هو ردة الفعل الحقيقية، حيث التجارة في المنتجات لا تغير فقط طريقة النظر إلى العمل، ولكن أيضا طريقة التعامل.. وبعبارة أخرى، عندما يصبح العمل جسدا تجاريا يتم الاتجار به في السوق، فإن شكل ومضمون العمل في مكان العمل سوف يتحولان أيضا. وهذا التحول ممكن عملياً لأن اليد العاملة تحتوي بالفعل على إمكانية التكيف مع متطلبات الأعمال الرأسمالية. وقد تشكلت هذه الإمكانية بالفعل من خلال التعليم والتدريب السابقين.
يزعم ماركس بأن تبادل منتجات مختلفة في تجارة السوق وفقاً لنسب تجارية محددة تجعل عملية التبادل مُتصلة وتُقيم مع كميات العمالة البشرية التي تنفق على إنتاج تلك المنتجات، بصرف النظر عما إذا كان التجار يدركون ذلك عن وعي أم لا.
وهذا يعني ضمناً أن عملية التبادل ذاتها تنطوي على تجريد حقيقي، وهو التجرد (أو اللامبالاة) لخصائص العمالة الملموسة (المحددة) التي تنتج السلع الأساسية التي تساوي قيمتها في التجارة. في البداية تمثل العلاقة بين كميات السلع المتداولة بصورة رمزية التكاليف النسبية في وقت العمل. وبعد ذلك تبدأ أسعار المال تمثل بشكل رمزي السلع التي يجري الاتجار بها. وبهذه الطريقة ينشأ نظام للتمثيل الرمزي يمكن أن ييسر تبادل أكثر المنتجات تنوعا بكفاءة كبيرة. وفي النهاية، تصبح السلع الأساسية مجرد أشياء ذات قيمة، وبما أن قيمتها يمكن أن ترتفع وتنخفض، فيمكن شراؤها وبيعها لمجرد تحقيق مكاسب في رأس المال. ويرتبط ذلك ارتباطا وثيقا بالنمو. ويزعم ماركس أن:
«مع تفجر التبادل في السندات المحلية وتوسع قيمة السلع أكثر فأكثر لتصبح تجسيداً للعمل البشري المجرد، وبنفس النسبة التي يرتبط بها المال بالسلع المُجهزة لأداء الأعمال وبالتالي المُبادلة لهذا المعادل العالمي (المال)؛ إذا فالسلع هنا تًصبح كالمعادن الثمينة»